# モンテネーロ・サビーノ
モンテネーロ・サビーノ（伊: Montenero Sabino）は、イタリア共和国ラツィオ州リエーティ県にある、人口約270人の基礎自治体（コムーネ）。

## 地理

### 位置・広がり
リエーティ県のコムーネ。県都リエーティから南南西へ14kmの距離にある。

#### 隣接コムーネ
隣接するコムーネは以下の通り。
- カザプロータ
- モンペーオ
- モンテ・サン・ジョヴァンニ・イン・サビーナ
- リエーティ
- トッリチェッラ・イン・サビーナ

### 気候分類・地震分類
モンテネーロ・サビーノにおけるイタリアの気候分類 (it) および度日は、zona E, 2184 GGである。
また、イタリアの地震リスク階級 (it) では、zona 2B (sismicità media) に分類される。